# Gliese 205
Gliese 205 is een rode dwerg met een magnitude van +7,97 in het sterrenbeeld Orion met een spectraalklasse van M1.5Ve. De ster bevindt zich 18,6 lichtjaar van de zon.